# Big Gun
Big Gun — сингл австралийской хард-рок-группы AC/DC, выпущенный в 1993 году в качестве саундтрека к фильму «Последний киногерой» с Арнольдом Шварценеггером в главной роли. Композиция стала первой работой группы, покорившей вершину хит-парада Hot Mainstream Rock Tracks.
Песня «Big Gun» не вошла ни в один студийный альбом группы, и ни разу не была исполнена вживую. В 2009 году была включена в сборник Backtracks.

## Видеоклип
На песню был снят видеоклип (режиссёр — Дэвид Малле). По его сюжету Джек Слейтер — Арнольд Шварценеггер — попадает на концерт AC/DC. Ангус Янг кидает ему свою бейсболку, и, когда актёр ловит её, его одежда превращается в школьную униформу (элемент сценического образа Ангуса Янга), а в руках оказывается гитара Gibson SG. После этого он начинает двигаться по сцене, имитируя фирменные движения Янга, а позднее гитарист взбирается Шварценеггеру на плечи, продолжая играть на гитаре. Также на несколько секунд рядом со Шварценеггером появляется молодой Шаво Одаджян, будущий басист группы System of a Down.

## Состав
- Брайан Джонсон — вокал
- Ангус Янг — соло-гитара
- Малькольм Янг — ритм-гитара
- Клифф Уильямс — бас-гитара
- Крис Слейд — ударные

Данный сингл — последняя запись AC/DC с Крисом Слейдом. В 1994 году, по просьбе группы он покинет коллектив, в связи с тем, что Фил Радд решит вернуться в состав AC/DC.

## Позиции в чартах
| Год  | Чарт                      | Позиция |
| ---- | ------------------------- | ------- |
| 1993 | U.S. Mainstream Rock      | 1       |
| 1993 | Billboard Hot 100         | 65      |
| 1993 | UK Singles Chart          | 23      |
| 1993 | Australian Singles Chart  | 19      |
| 1993 | New Zealand Singles Chart | 3       |
| 1993 | Sverigetopplistan         | 11      |
| 1993 | French Singles Chart      | 14      |
| 1993 | German Singles Chart      | 20      |
| 1993 | Dutch Top 40              | 18      |
| 1993 | Swiss Singles Chart       | 5       |
| 1993 | Ö3 Austria Top 40         | 23      |
| 1993 | VG-lista                  | 8       |